# 191 (عدد)
191 هو عدد صحيح. طبيعي بين 190 و192

## في الرياضيات

### خصائص
- 191عدد أولي
- 191عدد فردي
- 191عدد ناقص